# William Edward Burghardt Du Bois
William Edward Burghardt Du Bois (pronunciat: duːˈbɔɪs doo-BOYSS) (Great Barrington, Massachusetts, 23 de febrer de 1868 - Accra, Ghana, 27 d'agost de 1963) era un activista afroamericà que va lluitar pels drets civils i un intel·lectual.
Panafricanista, professor de sociologia, historiador, escriptor i editor. El 1963, a l'edat de 95 anys, va aconseguir la nacionalitat ghanesa.
David Levering Lewis, un escriptor de biografies, va escriure: "En el curs de la seva llarga i turbulenta carrera, W.E.B.Du Bois intentà buscar la solució al problema del racisme -en l'àmbit universitari, de propaganda, d'integració nacional, d'autodeterminació, dels drets humans, del separatisme econòmic i polític, del comunisme internacional, l'expatriació i la solidaritat vers el tercer món.
El 2002, el científic social Molefi Kete Asante va llistar a W.E.B. Du Bois en la seva llista dels 100 Greatest African Americans.

## Biografia de jove

### Història familiar
William Edward Burghart Du Bois va néixer el 23 de febrer del 1868, a Great Barrington, al sud-oest de Massachusetts, fill d'a Alfred Du Bois i Mary Silvina Burghardt Du Bois. William va néixer i va créixer a la ciutat -que tenia una àmplia població blanca- de Barrington. La família de la seva mare, però, era part d'una comunitat molt petita de població afroamericana de Great Barrington. Tenien ancestres holandesos i africans, que incloïen a Tom, un home que va néixer a l'Àfrica Occidental que va servir voluntàriament a la companyia del capità John Spoor, el 1780, servei que el va fer guanyar la llibertat. Molts dels ancestres materns de William Du Bois, foren notables relacionats amb la història de la regió.
Alfred Du Bois, haitià, era descendent d'hugonots francesos i d'africans. El seu avi era el Dr. James Du Bois, de Poughkeepsie, Nova York. La família del Dr. Du Bois foren recompensats amb extenses terres a les Bahames pel seu suport al rei Jordi III d'Anglaterra durant la Revolució americana. A Long Cay, Bahames, James Du Bois alliberà a motls nens de l'esclavitud. Quan va retornar a Nova York, el 1812, James es va emportar a John i Alexander, dos dels seus fills, que van ser educats a Connecticut. Després que James Du Bois morís, els seus fills van ser renegats per part de la seva família -ja que eren criolls- i van haver de deixar els estudis i treballar. Alexander va esdevenir un comerciant a New Haven i es va casar amb Sarah Marsh Lewis, amb qui va tenir molts fills. El 1830, Alexander va anar a Haití per a buscar els seus orígens. El seu fill, Alfred, va néixer al voltant de 1833. Alexander va retornar a New Haven sense el nen i la seva mare.
No es coneix com a Alfred Du Bois i Mary Silvina Burghardt es van conèixer, però es van casar el 5 de febrer de 1867 a Housatonic, Massachusetts. Alfred va abandonar a la seva esposa Mary. Willia era molt porper a la seva mare. Quan era jove, Mary va patir una aplopègia que la va inhabilitar per a treballar. La família va sobreviure gràcies a l'ajuda de la família. William volia ajudar a la seva mare i creia que podia millorar les seves vides gràcies a l'educació. Els van deixar una casa a Great Barrington.
Mentre vivien a allà, William va treballar en diversos oficis. Ell no se sentia diferent a causa dels seus orígens africans. De fet, estava molt integrat a la vida de Great Barrington. Però va succeir un accident quan una noia "blanca", que era nova a l'escola, el va refusar i li va dir que no l'acceptava perquè era "negre". Du Bois, llavors, s'adonà que hi havia una barrera entre els blancs i els no-blancs.
El jove Du Bois, que era "outsider" degut a la seva barreja racial, però que era molt llest tot i la seva edat i tenia un brillant expedient acadèmic. Molts professors van reconéiser la seva intel·ligència i el van encoratjar perquè continués els estudis a l'institut. Ell va dirigir els seus estudis a encoratjar i ajudar els afroamericans.

### Educació universitària
El 1888, Du Bois va guanyar una beca per la Universitat de Fisk, una universitat històrica que era un Col·legi negre, de Nashville, Tennessee. Durant l'estiu següent a la seva graduació de Fisk, Du Bois va dirigir el Fisk Glee Club (un cor). El club passava part dels estius a un resort luxuriós al llac Minnetonka, als suburbis de Minneapolis. El resort era dels llocs favorits de vacances de nobles europeus i estatunidencs sudistes. Du Bois i altres membres del club treballaven com a cambrers i ajudants de cuina a l'hotel. Veient les relacions dels blancs rics i la promiscuïtat sexual, el jove Du Bois es va impressionar profundament.
Du Bois va entrar al Harvard College, el 1888, amb una beca. El 1890 va guanyar un cum laude a aquesta universitat. El 1892, va rebre una beca per anar a la Universitat de Berlín. Va viatjar per tot Europa. A Berlín va estudiar amb Gustav von Schmoller, un dels científics socials més importants d'Alemanya.
El 1895, Du Bois va esdevenir el primer afroamericà que va esdevenir doctor en filosofia per la Universitat Harvard. Després de ser professor a la Universitat Wiberborce, d'Ohio, va treballar a la Universitat de Pennsilvània. La seva principal línia de recerca fou els Philadelphia Negro. Després, va anar a Geòrgia, on es va establir al Departament de Sociologia de la Universitat d'Atlanta (ara Universitat Clark Atlanta).

## Obres escrites

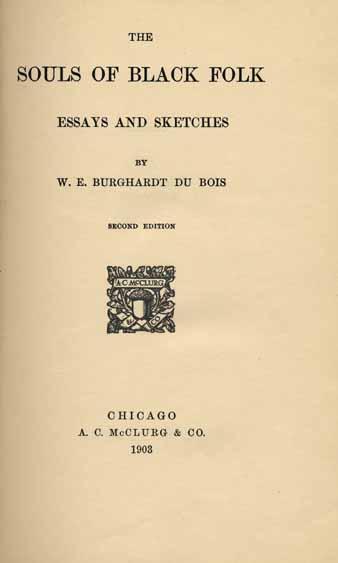
Portada de la segona edició de The Souls of Black Folk

Du Bois va escriure molts llibres, que inclouen tres autobiografies. Els seus treballs més significatius són: The Philadelphia Negro (1899), The Souls of Black Folk (1903), John Brown (1909), Black Reconstruction (1935) i Black Folk, Then and Now (1939). El seu llibre, The Negro (1915), va influenciar a molts africanistes, com Drusilla Dunjee Houston i William Leo Hansberry.
Mentrestant els científics blancs negaven la rellevància cultural, política i social dels afroamericans a la història d'Amèrica i a la vida cívica, en el seu treball èpic, Black Reconstruction, Du Bois va documentar com la gent negra eren figures centrals a la Guerra Civil americana i la Reconstrucció, això com també va mostrar les seves aliances amb polítics blancs. Ell va proveir evidències que desaprovaven les teories de la Reconstrucció de la Dunning School. Ell va demostrar que els camins de l'emancipació negra promovien una reestructuració racial de la societat estatunidenca i que no es va donar suport als drets civils dels negres durant la Reconstrucció. Aquest tema, posteriorment, va ser reprès i treballat més extensament per Eric Foner i Leon F. Litwack, els dos principals científics socials que van treballar sobre l'era de la Reconstrucció.
El 1940, a la Universitat d'Atlanta, W.E.B. Du Bois va fundar la revista Phylon. El 1946, va escriure The World and Africa: An Inquiry into the Part That Africa Has Played in World History. El 1945, ajudà a organitzar la històrica Cinquena Conferència Panafricana a Manchester.
En total, Du Bois, va escriure 22 llibres, incloent-hi cinc novel·les. També va ajudar a crear quatre revistes acadèmiques.

### Criminologia
Du Bois va començar a escriure sobre la sociologia del crim el 1897, després d'haver rebut el Doctorat en filosofia a Harvard. El seu primer treball sobre el crim va ser A Program of Social Reform. Després, el 1898, va escriure The Study of the Negro Problems. El primer treball estava relacionat en la teoria que havia desplegat en The Philadelphia Negro, que tenia una llarga secció sobre l'estudi sociològic de la població criminal negra de Filadèlfia.
Du Bois va establir tres parts significatives de la seva teoria de la criminologia. La primera era que el crim Negro era causat per una tensió de la "revolució social" dels negres americans en el moment de la seva adaptació a la nou-trobada llibertat i posició a la nació americana. Aquesta teoria era similar a la teoria de l'anomia d'Émile Durkheim, però l'aplicà específicament al "Negro" recentment alliberat de l'esclavitud. Du Bois (1900 a, p.3) va dir que l'Emancipació causà el boom del crim de la població afroamericana. Ell va distingir entre la situació dels "Negroes" del sud als del nord dels Estats Units, a causa de la seva situació diferenciada.
En segon terme, Du Bois (1904a), va explicar que el crim negre com una manera d'igualació de la societat afroamericana vers la població angloamericana. Aquesta idea, que més tard va ser anomenada "stratificació", fou desenvolupada de la mateixa manera per Robert K. Merton. Du Bois va establir correlacions directes entre els baixos nivells en índex laboral i d'educació universitària i l'activitat criminal.
La seva tercera teoria diu que els The Talented Tenth o els "homes excepcionals" de la "raça negra" havien de liderar els seus companys i salvar-los dels seus problemes criminals (Du Bois, 1903, p. 33). Du Bois va veure l'evolució d'un sistema de classes, en el que la societat afroamericana havia de ser a la força criminal (Du Bois, 1903). També va aportar solucions a aquests problemes sobre la criminalitat dels afroamericans.
Pot ser que Du Bois fos el primer criminòleg que va combinar el fet històric amb el canvi social i que va utilitzar aquesta combinació per a postular les seves teories. Ell va atribuir l'augment del crim després de la Guerra Civil a un augment de la complexitat de la vida, a la competència per la feina a la indústria (sobretot amb immigrants recents irlandesos) i l'èxode massiu d'afroamericans des del camp cap a les ciutats (Du Bois, 1899).

## Activisme pels Drets Civils

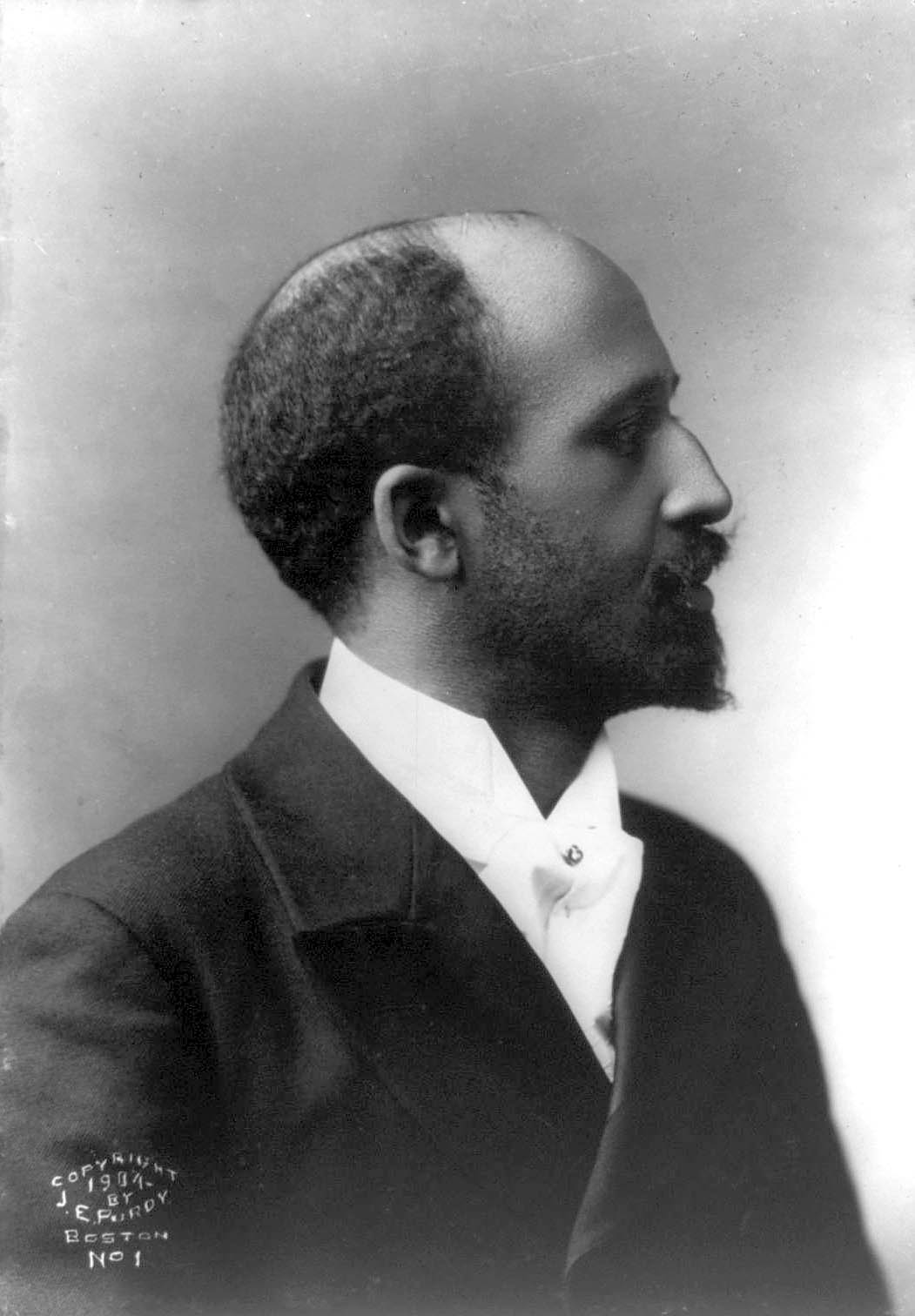
W. E. B. Du Bois al 1904

Du Bois fou el líder intel·lectual i l'activista polític més preeminent entre els afroamericans de la primera meitat del segle xx. Contemporani de Booker T. Washington, dugué a terme diàlegs sobre la segregació, la des-emancipació política i els camins que havia de portar la vida dels afroamericans. Ell fou considerat el pare del panafricanisme.
Juntament amb Booker T. Washington, W.E.B. Du Bois va ajudar a organitzar l'"Exposició Negre" de l'Exposició Universal de 1900 de París. Aquesta va incloure fotos d'estudiants negres del Hampton Institute, de Frances Benjamin Johnston. L'exposició es dedicà a les contribucions positives dels afroamericans a la societat americana.
El 1905, Du Bois, va ajudar a fundar el Moviment Niàgara, amb Fredrick L. Mc Ghee i amb William Monroe Trotter. Aquest moviment lluità per la llibertat d'expressió i el critiquisme; el reconeixement d'un millor tracte als éssers humans, sense tenir en compte la casta o la raça; el dret al sufragi universal i la creença en la dignitat del treball.
L'aliança entre Du Bois i Trotter fou, de totes maneres, curta, ja que ells van tenir disputes sobre si els "blancs" podien o no pertànyer al moviment per la lluita dels drets civils. El 1909, Du Bois va ajudar a fundar La National Association for the Advancement of Colored People (NAACP)
El 1910, Du Bois va deixar la Universitat d'Atlanta per a treballar, a temps complet, coma Director de Publicacions de la NAACP. També va ser columnista a molts diaris, incloent-hi el San Francisco Chronicle, el Chicago Defender, el Pittsburgh Courier i el New York Amsterdam News. Durant 25 anys, va treballar com a editor en cap de la publicació de la NAACP, the Crisis, que estava subtitulada "A Record of the Darker Races". Participà en molts events organitzats per la NAACP.

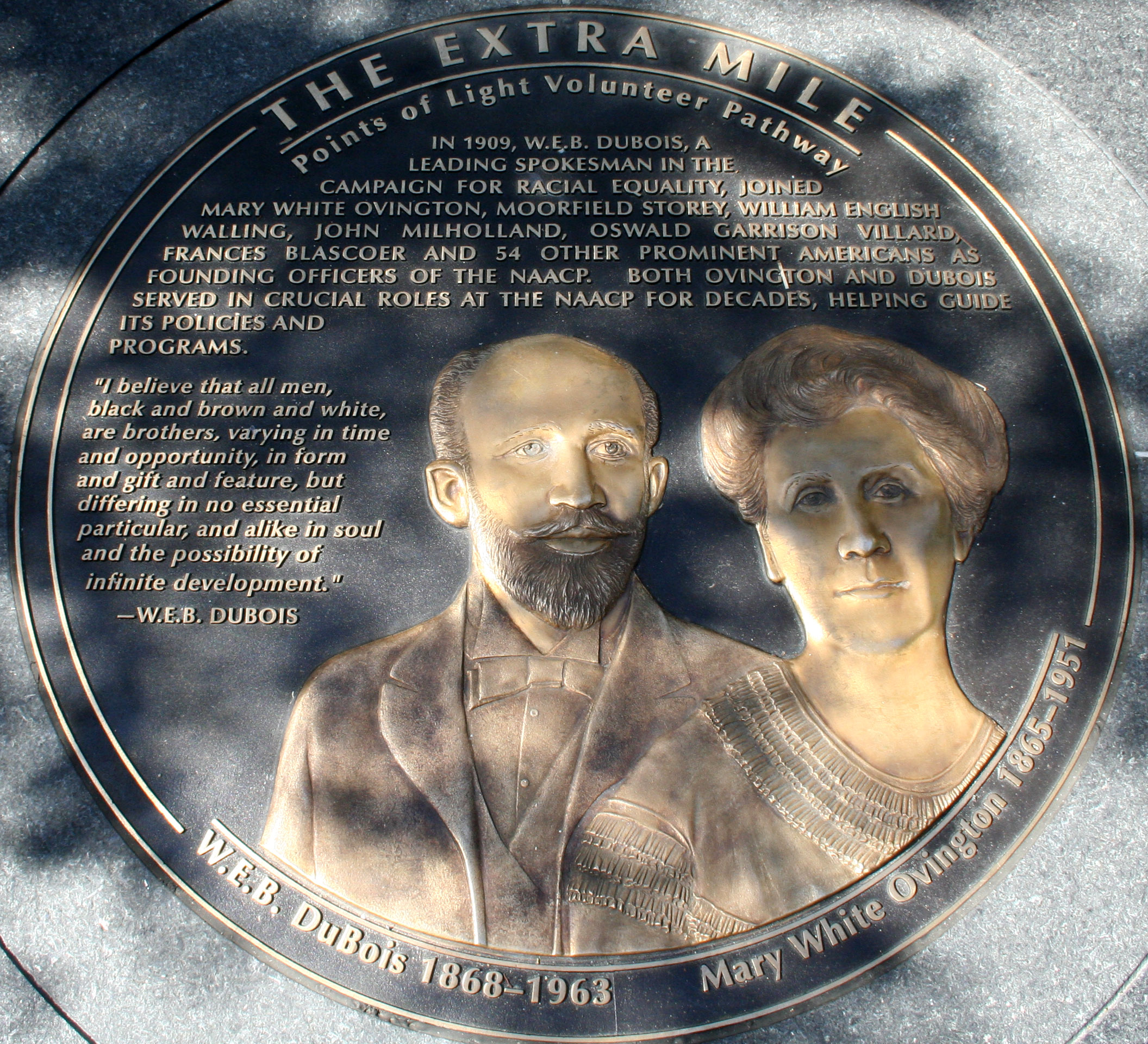
W. E. B. Du Bois i Mary White Ovington, co-fundadors de la NAACP

Du Bois va editar Renaixement de Harlem, de Langston Hughes i Jean Toomer. Ell va encoratjar la ficció, la poesia i el drama negre. Com un diari del pensament negre, The Crisis, al principi era un monopoli, segons David Levering Lewis. El 1913, Du Bois va escriure L'Estrella d'Etiòpia, un recorregut històric que buscava promoure els drets civils i la història dels afroamericans.
Du Bois pensava que els negres havien d'educar-se a les universitats, sobretot en arts lliberals. També creia que els afroamericans havien de canviar i qüestionar els euroamericans. Booker T. Washington creia que el millor que podien fer els afroamericans era assimilar-se a la cultura americana per a promoure's socialment. Mentre Washington no va rebre insults racistes fins a la darreria dels seus dies, Du Bois considerava que hi havia una doble-consciència, en les relacions entre els americans i els afroamericans. Mentre que Booker T. Washington creia que l'educació era una mostra de la llibertat dels afroamericans, Du Bois, creia que era un deure d'aquests formar-se.
Du Bois es va enemistar amb Walter Francis White, el secretari executiu de la NAACP. Començà a qüestionar l'oposició de l'organització a la segregació racial. Du Bois pensava que la NAACP havia de promoure la població afroamericana.
A la dècada de 1930, la NAACP va esdevenir més institucional, mentre que Du Bois s'havia radicalitzat. El 1934, Du Bois, va deixar l'edició per a tornar a ser professor de la Universitat d'Atlanta, després d'escriure dos assajos publicats a Crisis, que suggerien que el separatisme negre podia ser una bona estratègia econòmica.
Durant la dècada de 1920, Du Bois va estar en una amarga contesa amb Marcus Garvey. No estaven d'acord en si els afroamericans podien ser assimilats com a iguals dins la societat americana (el punt de vista de Du Bois). La seva disputa fins i tot va incloure atacs personals, moltes vegades basats en els seus ancestres. Du Bois va escriure "Garvey is, without doubt, the most dangerous enemy of the Negro race in America and in the world. He is either a lunatic or a traitor" (Garvey és el pitjor enemic de la raça negra a Amèrica i al món sencer. És un llunàtic i un traïdor). Garvey, al mateix temps, va descriure a Du Bois com "purely and simply a white man's nigger" (només un "nigger" de l'home blanc) i "a little Dutch, a little French, a little Negro ... a mulato ... a monstrosity." (Un petit holandès, un petit francès, un petit negre ... un mulat ... una monstruositat).
Du Bois va esdevenir un dels primers membres d'Alpha Phi Alpha, la primera organització inter-col·legial d'afroamericans que es dedicava a la promoció dels drets civils.

### Religió
W. E. B. Du Bois no era ateu, sinó un home involucrat amb la religió. Estudià a les esglésies baptistes i va contribuir a l'estudi sociològic de la religió.
Du Bois creia en la capacitat dual de l'home pel bé i el mal. Du Bois mostrà que a vegades la religió era bones i a vegades era dolenta. Quan parlava sobre la comunitat negra, Du Bois va explicar que la religió donava força i orgull a la gent i que donava confort als afroamericans, ja que posava a tota la gent al mateix nivell. Però al contrari, Du Bois va dir que la religió que hi havia a Amèrica, instituïa les desigualtats racials i la disparitat de classes. El pensament de Du Bois transcendia de la creença comuna de la població que la religió o és bona o és dolenta.
Du Bois creia que les organitzacions religioses servien com a centres comunitaris. A The Philadelphia Negro, explicava que els negres que anaven a l'església, hi anaven primer per lluita social primordialment i per a les creences religioses, de manera secundària. Du Bois va dir que l'església introduïa l'estranger a la comunitat i servia com a liceu, biblioteca i lloc de lectura; en definitiva, en l'òrgan central de la vida organitzada de l'Afroamericà.

### Associació Històrica Americana
El 1909, Du Bois va fer la conferència anual de l'Associació Històrica Americana sobre la lluita dels Afroamericans. Aquesta, segons David Levering Lewis, fou la primera i última aparició dels afroamericans en el programa de l'associació.
En una ressenya del segon volum de la biografia de Du Bois de Lewis, Michael R. Winston va observar que, a l'hora d'entendre la història d'Amèrica, calia qüestionar-se com els afroamericans havien aconseguit resistir a la dominació racial. Aquest també va considerar a Du Bois part de l'epicentre intel·lectual de la lluita contra la supremacia blanca als Estats Units.

### Imperi Japonès i Alemanya Nazi
W.E.B. Du Bois va restar molt impressionat pel creixement de la força de l'Imperi Japonès que va continuar a la victòria japonesa a la Guerra russo-japonesa. Ell va veure en la victòria del Japó sobre l'Imperi Rus com un exemple per l'"orgull negre". Hikida Yasuichi, va fer propaganda pro-japonesa entre la població afroamericana. Aquest va influenciar en les opinions de Du Bois sobre l'Imperi japonès. El 1936, Yasuichi i l'ambaixador japonès van arreglar un viatge al Japó per a Du Bois i un petit grup d'acadèmics. El viatge incloïa parades al Japó, Xina i la Unió Soviètica, tot i que aquesta última fou cancel·lada. Du Bois va justificar la invasió japonesa de la Xina per la submissió dels xinesos als occidentals. Ell veia als japonesos com els seus alliberadors.
Durant el 1936, Du Bois també va visitar l'Alemanya nazi. Més tard, va dir que havia rebut més respectes per part dels acadèmics alemanys que no pas dels seus col·legues blancs americans. Al seu retorn als Estats Units, va dir que era ambivalent sobre el règim Nazi. Mentre admiraven la manera en què els Nazis havien fet augmentar l'economia germana, estava horroritzat pel seu tracte vers els jueus, que va descriure com un atac a la civil·lització, comparable només als horrors de la Inquisició espanyola o a la Trata Negrera.

## Sobre el racisme científic i l'eugènica
Du Bos sempre va estar oposat al racisme científic de la seva època. Va argumentar extensament contra la noció prevalent de l'època que els afroamericans eren biològicament inferiors als blancs. Du Bois feu les seves crítiques a les pàgines de la revista Crisis, on va encapçalar els debats contra els advocats a favor de la superioritat blanca.
A més a més d'estar oposat ferventment a les justificacions científiques al racisme, també s'oposà als experiments eugènics. La seva noció dels "talentd tenth" es pot considerar més elitista que racista.
El 1904, Du Bois va argumentar que "the Negro races are from every physical standpoint full and normally developed men (who) show absolutely no variation from the European type sufficient to base any theroy of essential human difference upon" (les races negres no es poden considerar diferents de les de tipus europeu - no hi ha diferència racial)
El 1910 va criticar les nocions eugenicistes de la superioritat de les races i va criticar la idea dels efectes deterioradors de la barreja interracial. Va donar suport al matrimoni interracial.

### Infogràfics de Du Bois
A l'Exposició de París de 1900, en "L'exhibició dels negres americans" Du Bois va crear, amb un equip d'estudiants universitaris, una sèrie de gràfiques fetes manualment que detallava la vida negra a Geòrgia. Du Bois volia desafiar les idees sobre com operaven les persones de color al món a principis de segle i sobretot mostra com els negres estaven col·laborant en el progrés dels Estats Units en aquells moments. Aquesta infografia és molt important per aquella època ja que en fires mundials com l'Exposició de París, sovint es representava gent de color com gent que vivia en pobles o selves, fet que suggereix el colonialisme blanc els va salvar de la vida salvatge. L'exposició "American Negro" va lluitar en contra d’aquestes idees oferint una visió més humanitzadora de la vida afroamericana.
Aquesta idea va sorgir a partir de que, anteriorment, va construir 500 fotografies per mostrar una com era la vida dels negres americans als Estats Units. Tot i que volia utilitzar les fotografies per enderrocar els estereotips racistes sobre els afroamericans, les imatges per si soles no van arribar a transmetre la crítica que Du Bois pretenia fer. Així que es va dedicar a fer aproximadament 60 visualitzacions de dades fetes a mà amb cura, per dictar, amb un color ple i vibrant, els motius pels quals s'estava frenant l'Amèrica negra.
Al llibre, posiciona les visualitzacions de dades com a "activisme infogràfic" en la seva capacitat per arribar al cor de les desigualtats del dia. Cal destacar també la cura i la dedicació amb la qual es va dibuixar aquestes infografies, que es van fer amb tinta, aquarel·la guaix, grafit i gravats fotogràfics.

## Final de la seva vida

### Partit Comunista
Du Bois fou un dels nombrosos líders afroamericans investigats per l'FBI, que el van acusar, el maig del 1942, de ser socialista i comunista, al mateix que era criticat pel Partit Comunista.
Du Bois va visitar la Xina Comunista durant el Gran Salt Endavant. Al 16 de març del 1953, també va escriure al The National Guardian que Ióssif Stalin era un gran home, un dels millors homes del segle xx.
Du Bois era president del Centre d'Informació sobre la Pau, a l'inici de la Guerra de Corea. Fou un dels signants contra l'ús de les armes nuclears. El 1950, a l'edat de 82 anys, es presentà per ser elegit pel Senat dels Estats Units en nom del Partit Laboral estatunidenc per Nova York, i va rebre un 4% dels vots. Tot i que va perdre, Du Bois va continuar amb la causa progressista-laborista. Du Bois fou qüestionat anteriorment per la HUAC, sobre les seves simpaties comunistes. El 1958, esdevingué trotskista.
El 1959, Du Bois va rebre el Premi de la Pau Lenin. El 1961, a 93 anys, es va apuntar al Partit Comunista dels Estats Units.

### Defunció
El 1961, Du Bois fou invitat a Ghana pel President Kwame Nkrumah per dirigir l'Encyclopedia Africana, una producció governamental. El 1963, quan ell i la seva esposa, Shirley Graham Du Bois van renunciar al passaport estatunidenc, van esdevenir ciutadans ghanesos. Contràriament al que s'ha dit, mai no va renunciar a la ciutadania estatunidenca, quan va renunciar al passaport. El 27 d'agost de 1963 va morir a Accra, a l'edat de 95 anys, un dia abans que Martin Luther King fes l'"speech" Tinc un somni. A la Marxa sobre Washington, Roy Wilkins va informar els centenars de milers de manifestants sobre la seva mort, per la que es va fer un minut de silenci.

## Vida personal
Du Bois es va casar dues vegades: la primera amb Nina Gomer Du Bois (1896-1950), amb qui va tenir dos fills: Bughardt (que va morir nadó) i Yolande. Es va casar en segones núpcies amb la dramaturga, compositora i activista Shirley Graham Du Bois, amb qui va emigrar a Ghana.

## Treballs publicats
Du Bois va escriure i publicar més de 4000 articles, assajos i llibres en el curs dels seus 95 anys de vida. Encara no s'han editat les seves obres completes. El 1977, Paul G. Partington va publicar una bibliografia dels treballs publicats per Du Bois: W. E. B. Du Bois: A Bibliography of His Published Writings (Whittier, CA: c. 1977, 1979 (rev. ed.)). El 1984 es va editar un suplement, titulat: W. E. B. Du Bois: A Bibliography of His Published Writings - Supplement. (Whittier, CA: c. 1984). Aquest suplement representava els papers de recerca que Du Bois propietat de la Universitat de Massachusetts.

### Llibres
- Black Reconstruction in America, 1860-1880 by W. E. Burghardt Du Bois, with introduction pel biògraf de Du Bois, David Levering Lewis, 768 pages. (Free Press: 1995 reissued from 1935 original) ISBN 0-684-85657-3. És el treball més extens de Du Bois.
- The Suppression of the African Slave Trade to the United States of America: 1638–1870 Ph.D. dissertation, 1896, (Harvard Historical Studies, Longmans, Green, and Co.: New York) Text complert
- The Study of the Negro Problems (1898)
- The Philadelphia Negro (1899)
- The Negro in Business (1899)
- The Evolution of Negro Leadership. The Dial, 31 (July 16, 1901).
- [1903] The Souls of Black Folk, 1999. ISBN 0-393-97393-X.
- The Talented Tenth, segon capítol de The Negro Problem, una col·lecció d'articles sobre els afroamericans (Setembre del 1903).
- Voice of the Negro II (September 1905)
- John Brown: A Biography (1909)
- Efforts for Social Betterment among Negro Americans (1909)
- Atlanta University's Studies of the Negro Problem (1897-1910)
- The Quest of the Silver Fleece 1911
- The Negro (1915)
- Darkwater (1920)
- The Gift of Black Folk (1924)
- Dark Princess: A Romance (1928)
- Africa, Its Geography, People and Products (1930)
- Africa: Its Place in Modern History (1930)
- Black Reconstruction: An Essay toward a History of the Part Which Black Folk Played in the Attempt to Reconstruct Democracy in America, 1860-1880 (1935)
- What the Negro Has Done for the United States and Texas (1936)
- Black Folk, Then and Now (1939)
- Dusk of Dawn: An Essay Toward an Autobiography of a Race Concept (1940)
- Color and Democracy: Colonies and Peace (1945)
- The Encyclopedia of the Negro (1946)
- The World and Africa (1946)
- Peace Is Dangerous (1951)
- I Take My Stand for Peace (1951)
- In Battle for Peace (1952)
- The Black Flame: A Trilogy
- The Ordeal of Mansart (1957)
- Mansart Builds a School (1959)
- Africa in Battle Against Colonialism, Racialism, Imperialism (1960)
- Worlds of Color (1961)
- An ABC of Color: Selections from Over a Half Century of the Writings of W. E. B. Du Bois (1963)
- The World and Africa, an Inquiry into the Part Which Africa Has Played in World History (1965)
- The Autobiography of W. E. Burghardt Du Bois (International publishers, 1968)

### Articles
- The American Negro Academy Occasional Papers, 1897, No. 2 "The Conservation Of Races" text complet Arxivat 2009-01-04 a Wayback Machine.

### Gravacions
- Socialism and the American Negro (1960) Arxivat 2011-09-30 a Wayback Machine.
- W.E.B. DuBois A Recorded Autobiography, Interview with Moses Asch (1961) Arxivat 2011-11-27 a Wayback Machine.
- Every Tone a Testimony (2001) Arxivat 2009-02-20 a Wayback Machine.

### Altres publicacions
- Writings: The Suppression of the African Slave-Trade, The Souls of Black Folk, Dusk of Dawn (Nathan I. Huggins, ed.) (Library of America, 1986) ISBN 978-0-940450-33-2

## Honors i llegat
El 1958, Du Bois va ser premiat amb un doctorat honorari per la Universitat de Praga. La seva dissertació honorària fou titulada The Negro and Communism.
El 1959 va guanyar el premi Lenin, internacional soviètic per la Pau.
Després de la seva mort, el 1963, el govern ghanès va honorar a W. E. B. Du Bois amb un funeral d'estat. Es va crear el W. E. B. Du Bois Memorial Centre al districte d'Accra, on els visitants poden veure efectes personals i fotografies seves i visitar el seu monument memorial.
El 1992 el Servei Postal dels Estats Units van honorar Du Bois posant el seu retrat en uns segells.
El 5 d'octubre del 1994 es va anomenar la principal biblioteca de la Universitat de Massachusetts-Amherst amb el seu nom.
Un dormitori de la Universitat de Pennsilvània fou anomenat Du Bois.
Africana: The Encyclopedia of the African and African-American Experience fou inspirada i dedicada a W. E. B. Du Bois pels seus editors, Kwame Anthony Appiah i Henry Louis Gates, Jr
Hi ha lectures mensuals sobre les obres de Du Bois a la Universitat Humbold de Berlín.

## Altres articles
- W. E. B. Du Bois, American Prophet. Edward J. Blum. 2007.
- "W. E. B. Du Bois Between Worlds: Berlin, Empirical Social Research, and the Race Question." Barrington S. Edwards. Du Bois Review 3:2 (September 2006): 395-424.
- "W. E. B. Du Bois Horizon: Documenting Movements of the Color Line." Susanna M. Ashton. MELUS (Multi-Ethnic Literatures of the United States) 26.4 (Winter 2002): 3-23.
- Reconsidering The Souls of Black Folk. Stanley Crouch and Playthell Benjamin. Running Press, Philadelphia, PA. 2002.
- The Oxford W. E. B. Du Bois Reader. Eric J. Sundquist, ed. Oxford University Press. 1996
- Black and Red: W. E. B. Du Bois and the Afro-American Response to the Cold War, 1944-1963. Gerald Horne. State University of New York Press. 1986.
- The Art and Imagination of W. E. B. Du Bois. Arnold Rampersad. Harvard University Press. 1976.
- Negro Thought in America, 1880-1915: Racial Ideologies in the Age of Booker T. Washington. August Meier. University of Michigan Press. 1963.
- W. E. B. Du Bois: Propagandist of the Negro Protest. Elliott M. Rudwick. New York: Atheneum. 1960.
- W. E. B. Du Bois: Negro Leader in a Time of Crisis. Francis L. Broderick. Stanford University Press. 1959.
- The Souls of Black Folk: One Hundred Years Later. Dolan Hubbard, ed. University of Missouri Press. 2003.
- The Professor and the Pupil: The Politics and Friendship of W.E.B. Du Bois and Paul Robeson. Murali Balaji, Nation Books, 2007.
- The Socialist Analysis of W.E.B. Du Bois. W. D. Wright, Ann Arbor, MI.: University Microfilms Intl' 1985.